# Daniel du Toit
Daniel du Toit était un astronome sud-africain.
Il découvrit ou codécouvrit 5 comètes ce qui fait de lui le troisième découvreur de comètes le plus prolifique d'Afrique du Sud. Il travaillait à l'observatoire Boyden.
| Comètes périodiques découvertes par Daniel du Toit | Comètes périodiques découvertes par Daniel du Toit |
| Désignation systématique                           | Nom de la comète                                   |
| -------------------------------------------------- | -------------------------------------------------- |
| P/1941 O1                                          | 57P du Toit-Neujmin-Delporte                       |
| P/1944 K1                                          | 66P du Toit                                        |
| P/1945 G1                                          | 79P du Toit-Hartley                                |